# Chlosyne kendallorum
Chlosyne kendallorum es una especie de mariposa perteneciente a la familia Nymphalidae.

## Descripción
Los machos tienen una longitud alar de 14.5-16.2 mm. Antenas de color negro, con anillos blancos, masa antenal con un porcentaje a más de la mitad negro y ápice antenal color anaranjado. Palpos con pelos anaranjados y negros en su parte dorsal y anaranjados y blancos en su parte ventral. En las alas anteriores el margen costal es convexo, ápice redondo u margen externo ligeramente curvo, y margen interno casi recto. El color base o de fondo de las alas anteriores es café oscuro. La celda discal presenta varias manchas de color anaranjado claro y oscuro. En la celda Cu2-2A en la región discal o media presenta una mancha rectangular anaranjada. Y en la región postbasal en esta misma celda una macha con escamas anaranjadas. En la celda Cu1-Cu2 en la región media o discal una marcha triangular con escamas anaranjadas. En la región postdiscal presenta una serie de manchas rectangulares de color anaranjado.
En la región submarginal presenta dos series de manchas redondas más pequeñas de color anaranjado, y las más próximas al ápice casi de color blanco. Margen externo con grupo de pelos cortos negros y blancos, cada grupo alternados. En las alas posteriores el margen discal es convexo al igual que el externo, lo que da un ápice redondo. Margen anal ligeramente curvo, ya que por la celda anal es convexo y por la celda 2A-3A ligeramente cóncavo.  Las alas posteriores son de color café oscuro; en la celda discal presenta varias manchas difusas de color anaranjado.
En la región postdiscal primal presenta una serie de manchas rectangulares de color anaranjado, las venas son del mismo color de fondo (café oscuro). En la región submarginal presenta siete lúnulas de color amarillo; y en la región postdiscal interna, presenta serie de manchas rectangulares de color anaranjado con una mancha redonda de color negro en el centro. En el margen costal y externo presenta grupo de pelos blancos y negros alternados. Las celdas Ci1-Cu2 y 2A-3ª, el color de fondo es más claro casi amarillo. El tórax y abdomen en su vista dorsal son de color negro. Ventralmente las alas anteriores figuran el mismo patrón de manchas; desde el área basal hasta la región posdiscal presenta el área cubierta con escamas anaranjadas “transparentándose” el mismo patrón de manchas que en el dorso.
Las manchas de la región submarginal ahora están cubiertas de escamas anaranjadas por su alrededor, y la banda marginal presenta manchado anaranjado y lúnulas de color amarillo opaco. En las alas posteriores presenta bandas de dos colores dispuestas de la siguiente manera: área basal de color amarillo, banda postbasal anaranjada, banda discal o media dividida con anchas amarillas en su mayoría y con dos manchas discales anaranjadas. Y otra banda anaranjada con figuras sin forma aparente y el cetro con una figura de color amarillo central. Con tres bandas postdiscales de color amarillo, (las centrales más grandes). Banda marginal con escamas anaranjadas y lúnulas amarillas. Banda postdiscal interna con manchas anaranjadas en su parte más externa rectas y su parte más basal redondas. Estas con el centro negro y un punto blanco. La cabeza es de color amarillo, palpos amarillo con pelos anaranjados. El tórax es de color negro en su vista ventral, y el color de las patas es anaranjado, y el abdomen es de color amarillo.

## Distribución
Solo se conoce de la localidad tipo en el estado de Nuevo León, Cola de Caballo, Monterrey.

## Hábitat
No se conocen muchos datos acerca del hábitat. De acuerdo a la distribución de los tipos de vegetación, los puntos donde ha sido recolectada esta especie caen en extensiones donde existe Matorral espinoso con espinas terminales y Matorral inerte o subinerme parvifolio y Magueyales. Lechuguillates, guapillales.

## Estado de conservación
No está enlistada en la NOM-059, ni tampoco evaluada por la UICN. 